# Paul Thomas (Politiker, 1859)
Paul Karl Friedrich Thomas (* 21. September 1859 in Berga/Elster; † 11. Dezember 1942 in Greiz) war ein deutscher Politiker (NLP, DNVP).

## Leben
Paul Thomas war der Sohn des Maurermeisters, Gemeindevorstehers und Ehrenbürgers in Breda Friedrich Wilhelm Thomas und dessen Ehefrau Amalie Ernestine Thomas, geborene Franke. Er war evangelisch-lutherischer Konfession und heiratete am 18. April 1891 in Weida Bertha Marie Franziska Hedwig Jobst (* 19. Januar 1869 in Eisenach; † 26. Dezember 1948 in Greiz), die Tochter des Oberamtsrichters Friedrich Wilhelm Hermann Jobst in Weida.
Er besuchte die Volksschule in Berga und 1871 bis 1880 das Rutheneum in Gera. Danach war er Einjährig-Freiwilliger beim "Jenaer Bataillon" des 5. Thüringischen Infanterie-Regiments Nr. 94. Zwischen 1881 und 1885 studierte er Staats- und Rechtswissenschaften in Jena, Berlin und Leipzig. Nach dem Referendariat beim Amtsgericht Weida, Landgericht Gera und der dortigen Staatsanwaltschaft sowie der Bezirksdirektion Weimar legte er 1899 das Assessorexamen in Gera ab. Am 2. Januar 1890 wurde er zum Stellvertreter des Greizer Bürgermeisters Köhler gewählt und wurde am 20. November 1890 dessen Nachfolger als Erster Bürgermeister, ab 1892 mit dem Titel Oberbürgermeister. Er blieb bis zur Rente Oberbürgermeister und legte dieses Amt am 2. Januar 1923 nieder.
In seine 33-jährige Amtszeit fielen der Bau der Neustadtkanalisation, die Beseitigung des Stadtgrabens, Verlegung der Gräßlitz aus der inneren Stadt, die Pflasterung fast aller Straßen und die Schaffung von Bürgersteigen, der Bau von zwei Bezirksschulen, des Elektrizitätswerks, die Erweiterung der Gasanstalt und anderes.
Er war im Kaiserreich Mitglied der NLP, 1919 bis 1921 der DNVP und 1939 kurz vor seinem Tod der NSDAP. Von 1906 bis 1919 war er Abgeordneter und 1912 bis 1917 Landtagspräsident im Landtag des Fürstentums Reuß ältere Linie. Ab dem 17. Februar 1919 war er für die DNVP erneut Mitglied des Landtags. Daneben war er ab dem 19. Februar 1919 Mitglied des Gemeinsamen Landtages beider reußischer Staaten (ab April 1919 Volksstaat Reuß) bzw. der nach der Gründung des Landes Thüringen aus diesem Landtag hervorgegangenen, 1921 verkleinerten und schließlich zum 31. März 1923 aufgelösten Gebietsvertretung Gera-Greiz. 1919 bis 1920 war der stellvertretendes Mitglied im Volksrat von Thüringen.

## Auszeichnungen
- Geheimrat
- Ehrenbürger der Stadt Greiz
- Fürstliches Ehrenkreuz III. Klasse (1902)
- Krone zum Fürstlichen Ehrenkreuz III. Klasse (1909)
- Fürstliches Ehrenkreuz II. Klasse (1911)
- Silberne Stadtmedaille von Greiz
- Fürstlich Schaumburg-Lippischer Hausorden IV. Klasse (1891)
- Fürstliches Ehrenkreuz des Fürstlich-Schaumburgisch-Lippischen Hausordens III. Klasse (1903)
- Ritterkreuz I bzw. II. Abteilung des Großherzoglich sächsischen Hausordens der Wachsamkeit oder vom weißen Falken (1903)
- Sächsisches Ritterkreuz 1. Klasse des Albrechtsordens mit der Krone